# Amt Cobern
Das Amt Kobern (auch Amt Cobern, Herrschaft Kobern, Gericht Kobern) war ein vom 14. bis zum 15. Jahrhundert bestehender Verwaltungs- und Gerichtsbezirk im Kurfürstentum Trier mit Sitz in Kobern.
Die Oberburg Kobern wurde 1195 erstmals erwähnt, als der damalige Burgherr sie dem Trierer Erzbischof als Lehen auftrug. Burg und Herrschaft Kobern fielen an das Haus Isenburg, wo sich die Linie Isenburg-Cobern bildete. Mit Robin von Isenburg-Cobern erlosch 1301 der männliche Zweig dieser Linie. In der Folge gelangte Kobern an Kurtrier.
Kurfürst Balduin von Luxemburg bildete nach französischem Vorbild eine Ämterverwaltung. An der Spitze der Ämter stand nun ein Amtmann. Das Amt Kobern war eines der 30 Ämter, die in der Amtszeit Balduins urkundlich erwähnt werden. In der einer Aufstellung, die Kurfürst Johann II. von Baden 1498 beauftragt hatte, sind schon 59 Ämter, darunter das Amt Kobern, erwähnt. Das Trierer Feuerbuch von 1563 nennt das Amt Kobern nicht mehr. Das Amt muss daher in der Zwischenzeit aufgelöst worden sein. Die Amtsorte Kobern, Wolken, Polch, Kaan und Ruitsch wurden nun als Teil des Amtes Münstermaifeld genannt.